# Masbate City
Masbate City is de hoofdstad van de Filipijnse provincie Masbate op het gelijknamig eiland Masbate. Bij de census van 2020 telde de stad bijna 105 duizend inwoners.

## Geografie

### Bestuurlijke indeling
Masbate City is onderverdeeld in de volgende 30 barangays:
| - Anas - Asid - B. Titong - Bagumbayan - Bantigue - Bapor - Batuhan - Bayombon - Biyong - Bolo - Cagay - Cawayan Exterior - Cawayan Interior - Centro - Espinosa | - F. Magallanes - Ibingay - Igang - Kalipay - Kinamaligan - Malinta - Mapiña - Mayngaran - Nursery - Pating - Pawa - Sinalongan - Tugbo - Ubongan Dacu - Usab |

### Bevolkingsgroei
Masbate had bij de census van 2020 een inwoneraantal van 104.522 mensen. Dit waren 9.133 mensen (9,57%) meer dan bij de vorige census van 2015. Ten opzichte van de census van 2000 was het aantal inwoners gegroeid met 33.081 mensen (46,31%). De gemiddelde jaarlijkse groei in die periode kwam daarmee uit op 1,92%, hetgeen hoger was dan het landelijk jaarlijks gemiddelde over deze periode (1,79%).

De bevolkingsdichtheid van Masbate was ten tijde van de laatste census, met 104.522 inwoners op 249,1 km², 419,6 mensen per km².

## Geboren in Masbate City
- Moises Espinosa (14 juni 1933), politicus (overleden 17 maart 1989);
- Leonardo Quisumbing (6 november 1939), rechter (20 januari 2019),

Aroroy · Baleno · Balud · Batuan · Cataingan · Cawayan · Claveria · Dimasalang · Esperanza · Mandaon · Masbate City · Milagros · Mobo · Monreal · Palanas · Pio V. Corpuz · Placer · San Fernando · San Jacinto · San Pascual · Uson